# ŽNK Krka
Maillots
Le ŽNK Krka est un club slovène de football féminin basé à Novo Mesto.

## Histoire
Fondé le 23 juin 1998 sous le nom de ŽNK Novo Mesto, le club est renommé en septembre 2001 Krka Vitaskin avant de prendre le nom de ŽNK Krka en juin 2002. 
Le club s'impose comme le club slovène de football féminin du début du XXIe siècle avec huit titres de champions de Slovénie et cinq coupes de Slovénie. 
Le ŽNK Krka apparaît pour la première fois en Coupe d'Europe lors de la Coupe féminine de l'UEFA 2003-2004. Sa meilleure performance européenne est un seizième de finale en Ligue des champions féminine de l'UEFA 2010-2011.

## Palmarès
- Championnat de Slovénie de football féminin
  - Champion : 2003, 2004, 2005, 2007, 2008, 2009, 2010 et 2011

- Coupe de Slovénie de football féminin
  - Vainqueur : 2004, 2006, 2008, 2009 et 2010